# Zorgboerderij 't Klein Wierke
Zorgboerderij 't Klein Wierke is een zorgboerderij in Bornerbroek gemeente Almelo. Met een nevenvestiging in Ypelo gemeente wierden.
Een zorgboerderij voor dagopvang voor ouderen met een beperking. zie verder www.Wierke.nl
1. ↑  het Lam, Johan, [www.wierke.nl Zorgboerderij] (20 augustus 2025).